# Andrew Martin (Schachspieler)
Andrew David Martin (* 18. Mai 1957 in West Ham, London) ist ein englischer Schachspieler mit dem Titel eines Internationalen Meisters. 

## Leben
Martin ist Sieger verschiedener internationaler und nationaler Turniere. In der britischen Four Nations Chess League spielte Andrew Martin in der Saison 1993/94 für Covent Garden, in der Saison 1995/96 für Guildford und von 1997 bis 2013 für Wood Green (ab 2008 Wood Green Hilsmark Kingfisher), mit denen er 2003, 2005, 2006, 2009 und 2010 britischer Mannschaftsmeister wurde. Seit der Saison 2013/14 ist Martin bei Guildford A&DC gemeldet.
Seinen Titel als Internationaler Meister erhielt Martin im Jahre 1984. Seine erste Großmeister-Norm konnte er bei der Britischen Meisterschaft in Brighton im Jahre 1997 erkämpfen. 
Martin war Kommentator der Schachweltmeisterschaft 2000 zwischen Kasparow und Kramnik.
Am 21. Februar 2004 erreichte Martin einen neuen Weltrekord im Simultanschach. Er spielte gleichzeitig gegen 321 Schachspieler. Sein Resultat war: 294 Siege, 26 Unentschieden und lediglich eine Verlustpartie.
Martin ist bekannt als professioneller Schachlehrer und Cheftrainer des englischen Jugendteams. Er trainiert in acht Schulen (Yateley Manor, Aldro, Millfield, Sunningdale, Waverley School, St Michael’s Sandhurst, Wellington College, Salesian College). Seit 2009 trägt er den Titel FIDE Senior Trainer.
Martin ist Schachkolumnist, Schachbuchautor und Autor verschiedener Lehrvideos. Er war Verleger der Serie Trends Publications.
Martin lebt in Sandhurst, England, ist verheiratet und Vater von zwei Töchtern und zwei Söhnen.

## Werke
- Trends King's Indian Samisch. Trends Publications, London Januar 1990
- Trends Slav. Trends Publications, London März 1990
- Trends Queen's Gambit Accepted. Trends Publications, London Februar 1991
- Trends Scandinavian Defence. Trends Publications, London Mai 1991
- Trends in the Alekhine, Volume 2. Trends Publications, London April 1994
- Foxy Openings: Annoying d-Pawn Openings. Grandmaster Video Ltd 1995, VHS
- The Scheming Scandinavian with 2...Qxd5. Bad Bishop Ltd, London 2002, VHS
- The essential center counter. Thinkers Press, Davenport 2004
- King's Indian battle plans. Thinkers Press, Davenport 2004
- The ABC of the King's Indian. Chessbase GmbH, Hamburg 2004, DVD
- The Hippopotamus rises: the re-emergence of a chess opening. Batsford, London 2005
- The basics of winning chess. Chessbase GmbH, Hamburg 2005, DVD
- The Trompowsky – The Easy Way. Chessbase GmbH, Hamburg 2005, DVD
- Starting Out: The Sicilian Dragon. Everyman Chess, London 2005, ISBN 1-85744-398-5
- The ABC of Alekhine. Chessbase GmbH, Hamburg 2007, DVD
- The ABC of the Modern Benoni. Chessbase GmbH, Hamburg 2008, DVD
- The ABC of Evans gambit. Chessbase GmbH, Hamburg 2008, DVD
- The ABC of the Anti-Dutch. Chessbase GmbH, Hamburg 2008, DVD
- The ABC of the Leningrad Dutch. Chessbase GmbH, Hamburg 2008, DVD
- The ABC of the Sicilian Dragon. Chessbase GmbH, Hamburg 2009, DVD
- The ABC of Ruy Lopez. Chessbase GmbH, Hamburg 2009, DVD
- The ABC of chess openings. Chessbase GmbH, Hamburg 2009, DVD
- The ABC of the Vienna. Chessbase GmbH, Hamburg 2009, DVD